# Список всесвітніх чемпіонів WWE
| №             | Рестлер                  | Фото | Днів (визнано) | Дата                  | Місце                      | Шоу                     | Примітки |
| ------------- | ------------------------ | ---- | -------------- | --------------------- | -------------------------- | ----------------------- | --- |
| WWE RAW       |                          |      |                |                       |                            |                         | |
| 1             | Фінн Балор (1)           |      | <1             | 21 серпня 2016        | Бруклін, Нью-Йорк          | SummerSlam              | Титул був створений для бренду Raw після того, як титул чемпіона WWE став ексклюзивним для SmackDown після драфту WWE 2016 року. Балор переміг Сета Роллінса у поєдинку без дискваліфікацій і відрахувань, ставши інавгураційним чемпіоном. |
| -             | Титул став вакантним     | -    | -              | 22 серпня 2016        | Бруклін, Нью-Йорк          | Raw                     | Фінн протягом матчу отримав травму, і на першому Raw після SummerSlam зробив пояс вакантним. |
| 2             | Кевін Оуенс (1)          |      | 188            | 29 серпня 2016        | Х'юстон, Техас             | Raw                     | Тріпл Ейч зрадив Сета Роллінса, провів йому "педігрі", подарувавши шанс Кевіну Оуенсу стати новим Всесвітнім чемпіоном |
| 3             | Голдберг (1)             |      | 27             | 5 березня 2017        | Мілвокі, Вісконсин         | Fastlane (2017)         | Голдберг переміг Кевіна, після того як останнього відволік Кріс Джеріко |
| 4             | Брок Леснар (1)          |      | 503            | 2 квітня 2017         | Орландо, Флорида           | Реслманія 33            | |
| 5             | Роман Рейнс (1)          |      | 63             | 19 серпня 2018        | Бруклін, Нью-Йорк          | SummerSlam              | |
| -             | Титул став вакантним     | -    | -              | 22 жовтня 2018        | Провіденс, Род-Айленд      | Raw                     | Роман Рейнс здав титул, через лікування лейкімії |
| 6             | Брок Леснар (2)          |      | 156            | 2 листопада 2018      | Ер-Ріяд, Саудівська Аравія | Crown Jewel             | Переміг Брауна Строумана у матчі за вакантний титул |
| 7             | Сет Роллінс (1)          |      | 98             | 7 квітня 2019         | Іст-Рутерфорд, Нью-Джерсі  | Реслманія 35            | |
| 8             | Брок Леснар (3)          |      | 27             | 14 липня 2019         | Філадельфія, Пенсильванія  | Extreme Rules (2019)    | |
| 9             | Сет Роллінс (2)          |      | 81             | 11 серпня 2019        | Торонто, Онтаріо, Канада   | SummerSlam (2019)       | |
| 10            | "Потвора" Брей Ваятт (1) |      | 119            | 31 жовтня 2019        | Ер-Ріяд, Саудівська Аравія | Crown Jewel             | Брей Ваятт був реслером SmackDown, відповідно титул перейшов до синього бренду |
| WWE SmackDown |                          |      |                |                       |                            |                         | |
| 11            | Голдберг (2)             |      | 37             | 27 лютого 2020        | Ер-Ріяд, Саудівська Аравія | Super ShowDown (2020)   | |
| 12            | Браун Строуман (1)       |      | 141            | 25 або 26 квітня 2020 | Орландо, Флорида           | Реслманія 36, Частина 1 | Реслманія була записана передчасно, тому точна дата зміни чемпіона невідома |
| 13            | "Потвора" Брей Ваятт (2) |      | 6              | 23 серпня 2020        | Орландо, Флорида           | SummerSlam              | |
| 14            | Роман Рейнс (2)          |      | 1316           | 30 серпня 2020        | Орландо, Флорида           | Payback                 | Це був тристоронній матч без обмежень, в якому також брав участь Браун Строуман, якого Рейнс утримав. На Реслманії 38 3 квітня 2022 року Рейнс переміг чемпіона WWE Брока Леснара в матчі "Переможець отримує все" і став визнаним Беззаперечним Всесвітнім чемпіоном WWE. Незважаючи на те, що матч був заявлений як об'єднавчий, обидва титули залишаються активними незалежно один від одного. У квітні 2023 року для Raw було створено новий титул - Чемпіонство Світу у важкій вазі, яке стало аналогом Беззаперечного Чемпіонства Рейнса. Після поразки Коді Роудса на Реслманії 41, титул було анульовано, а Рейнса визнали останнім чемпіоном Всесвіту. |

1. ↑  Caldwell, James (21 серпня 2016). 8/21 WWE Summerslam Results – Caldwell's Complete Live Report. Pro Wrestling Torch. Архів оригіналу за 23 серпня 2016. Процитовано 21 серпня 2016.